# Bram Nuytinck
Bram Nuytinck est un footballeur néerlandais, né le 4 mai 1990 à Heumen aux Pays-Bas. Il évolue actuellement au NEC Nimègue comme défenseur central.

## Biographie
Bram Nuytinck est un défenseur central, il a signé pro à NEC Nimègue en 2007, il aura joué 74 matchs pour 7 buts en 5 saisons.
Le 31 août 2012, il signe pour 4 ans au RSC Anderlecht. Le président du club, Roger Vanden Stock, déclare qu'il s'agit du défenseur le plus cher de l'histoire du club.
Le 12 octobre, il est sur le point d'être appelé par Louis van Gaal au sein de la sélection néerlandaise, mais participera finalement au match qualificatif contre la Slovaquie avec les Jong Oranje.
Le 1er avril 2013, il marque son premier but sous ses nouvelles couleurs, mais qui ne pourra empêcher la défaite des siens 1-2 face au KRC Genk.
Après son parcours au RSC Anderlecht en Belgique, où il a remporté trois titres de champion de Belgique et une Supercoupe de Belgique, Bram Nuytinck a été transféré à l'Udinese en Serie A italienne en 2017. Il signe son contrat de quatre ans à l’Udinese. En 2023, il rejoint la Sampdoria.

## Palmarès
RSC Anderlecht
- Championnat de Belgique
  - Champion (3) : 2013, 2014 et 2017

- Supercoupe de Belgique de football
  - Champion (2) : 2013 et 2014